# Toni Nakić
Toni Nakić (Sibenik, 1 de junio de 1999) es un baloncestista croata, que pertenece a la plantilla del UCAM Murcia CB de la Liga Endesa. Con 2,03 metros de estatura, juega en la posición de alero. Es internacional con la Selección de baloncesto de Croacia.

## Trayectoria deportiva
Es un alero natural de Sibenik, formado en el GKK Šibenik con el que debutó en 2014 en la A1 Liga.
En las filas del GKK Šibenik, permanecería durante 6 temporadas, hasta que en la temporada 2020-21, firma por la Cibona Zagreb de la A1 Liga.
En la temporada 2021-22, se proclama campeón de la A1 Liga teniendo un papel protagonista siendo elegido MVP de las finales, promediando 24 minutos por partido, 8,6 puntos y 3,3 rebotes en la liga croata (10,6 puntos y 4,7 rebotes de ellos en el playoff por el título) y 7,7 puntos y 2,2 rebotes en Liga Adriática.
El 5 de julio de 2022, firma por el Club Baloncesto Breogán de la Liga Endesa.En su primera temporada con el conjunto lucense, firma 8,6 puntos de media en 25 minutos, bajando sus números en la segunda campaña tras una lesión de rodilla que lo tuvo apartado en los primeros meses de la temporada 2023/24, consiguiendo aun así la permanencia en la Liga ACB.
El 18 de junio de 2025, firma con el UCAM Murcia CB de la Liga Endesa.

## Selección nacional
Ha pasado por todas las categorías inferiores de la Selección de baloncesto de Croacia y debutaría en 2017 con la selección absoluta.